# Cuartero
Cuartero ist eine philippinische Stadtgemeinde in der Provinz Capiz. Sie hat 27.408 Einwohner (Zensus 1. August 2015).

## Baranggays
Cuartero ist politisch in 22 Baranggays unterteilt.
| - Agcabugao - Agdahon - Agnaga - Angub - Balingasag - Bito-on Ilawod - Bito-on Ilaya - Bun-od - Carataya - Lunayan - Mahunodhunod | - Maindang - Mainit - Malagab-i - Nagba - Poblacion Ilawod - Poblacion Ilaya - Poblacion Takas - Puti-an - San Antonio - Sinabsaban - Mahabang Sapa |